# Chung Yong-hwan
Chung Yong-hwan (* 10. Februar 1960; † 7. Juni 2015) war ein südkoreanischer Fußballspieler und -trainer.

## Karriere

### Spieler

#### Klub
Nach seiner Zeit bei der Mannschaft der Korea University wechselte Chung Anfang 1984 zu den Daewoo Royals, wo er auch über seine komplette Karriere lang verblieb und hier nach der Saison 1994 diese beendete.

#### Nationalmannschaft
Sein erstes Spiel für die südkoreanische Nationalmannschaft absolvierte Yong-hwan im Jahr 1983, sein erster belegbarer Einsatz war schließlich am 2. Juni 1986 bei einer 1:3-Niederlage gegen Argentinien während der Weltmeisterschaft 1986. Auch bei den beiden weiteren Gruppenspielen in diesem Turnier kam er zum Einsatz. Im Jahr 1988 kam er dann sowohl im September bei den Olympischen Spielen 1988 in den drei Gruppenspielen zum Einsatz als auch bei der Asienmeisterschaft 1988 im Dezember, als die Mannschaft knapp gegen Saudi-Arabien den Titel verpasste.
Im Jahr 1989 kam er schließlich auch bei der Qualifikation für die Weltmeisterschaft 1990 zum Einsatz. Nach der erfolgreichen Qualifikation wurde er auch für den Kader bei der Endrunde nominiert. Hier wirkte er jedoch lediglich bei der 0:2-Niederlage gegen Belgien in der Gruppenphase mit. Nach diesem Turnier war er auch noch Teil des Kaders bei den Asienspielen 1990, wo er mit seiner Mannschaft den dritten Platz erreichte. Dies war dann auch sein letztes Turnier und es folgten nur noch Freundschaftsspiele. Davon war eine 0:2-Niederlage gegen Kanada am 11. März 1993 sein letztes Spiel.

### Trainer
Zwischen 2003 und 2006 war er Trainer bei Schulmannschaften sowie später von 2006 bis 2008 auch Cheftrainer bei Yangju Citizen.